# L'habit fait le moine (film, 1926)
Pour les articles homonymes, voir L'habit fait le moine (homonymie).

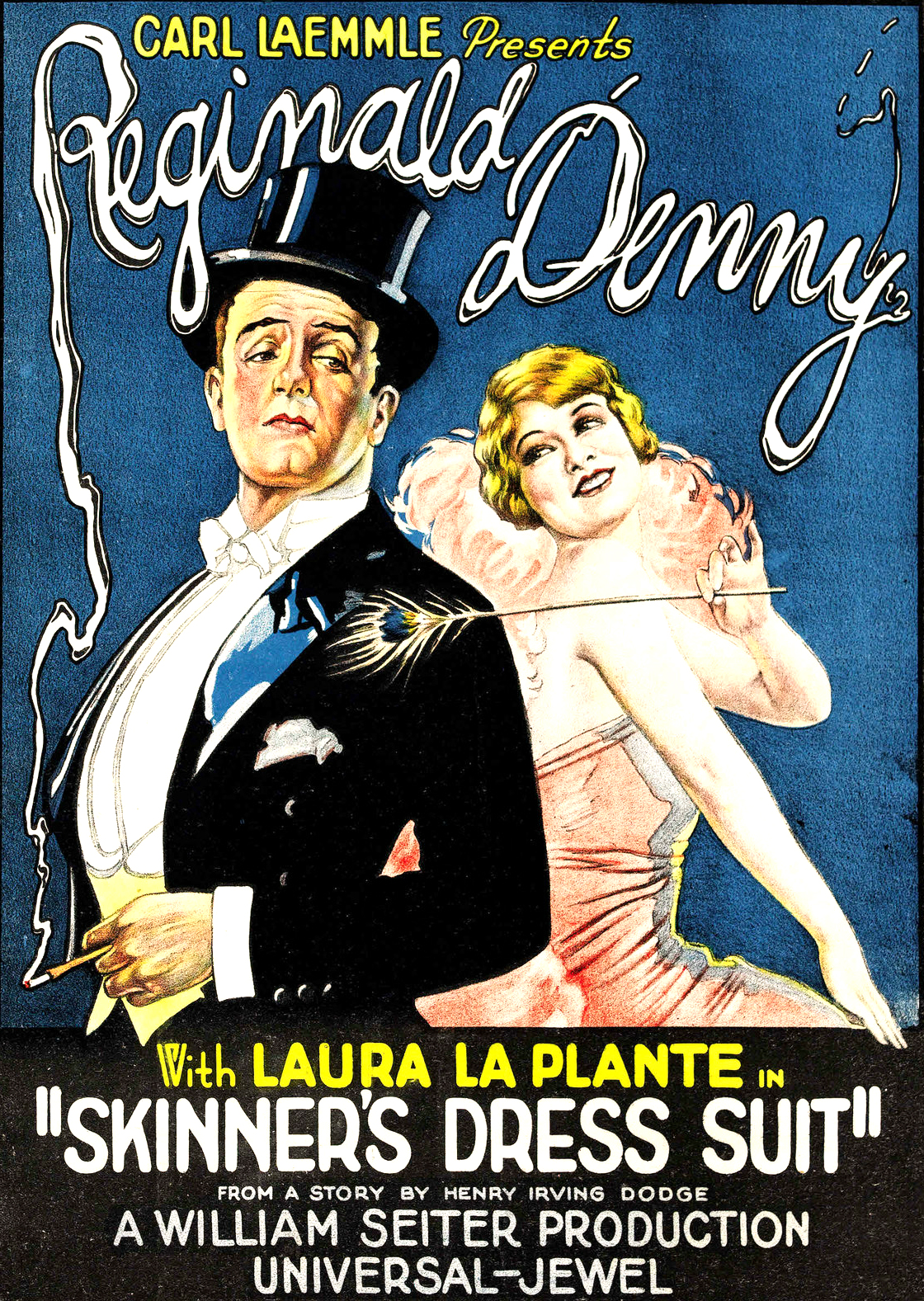
Affiche du film.

L'habit fait le moine (Skinners Dress Suit) est un film américain réalisé par William A. Seiter et sorti en 1926.

## Synopsis
À la demande de sa femme, Skinner, un employé modeste, demande une augmentation à son patron ; elle lui est refusée, mais pour ne pas décevoir sa femme, il lui dit qu'il l'a obtenue. Elle achète immédiatement un tailleur, et cet achat met Skinner sur le chemin de la ruine, l'impliquant dans tant de nouvelles obligations sociales qu'il se retrouve bientôt confronté à la faillite. Criblé de dettes, Skinner perd son emploi. Avant qu'il puisse le dire à sa femme, celle-ci l'emmène à un bal de société dans un hôtel où séjourne l'un de ses clients les plus importants, Jackson.

## Fiche technique
- Titre original : Skinners Dress Suit
- Réalisation : William A. Seiter
- Scénario : Rex Taylor d'après Skinner's Dress Suit de Henry Irving Dodge
- Intertitres : Walter Anthony
- Genre : Comédie[2]
- Producteur : Carl Laemmle
- Photographie : Arthur L. Todd
- Montage : J. R. Rawlins
- Distributeur : Universal Pictures
- Durée : 7 bobines[3]
- Date de sortie :
  - États-Unis : 18 avril 1926

## Distribution
- Reginald Denny : Skinner

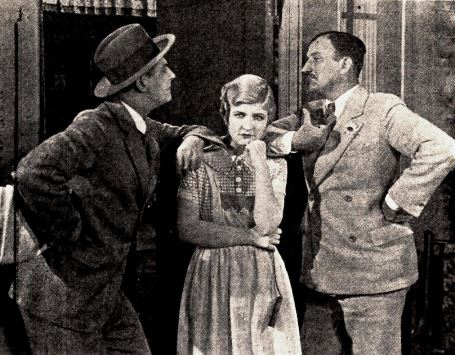
Reginald Denny, Laura La Plante, avec le réalisateur William A. Seiter.

- Laura La Plante : Mrs. Honey Skinner
- Ben Hendricks Jr. : Perkins
- E. J. Ratcliffe : McLaughlin
- Arthur Lake : Tommy
- Hedda Hopper : Mrs. Colby
- Lionel Braham : Jackson
- Frona Hale : Mrs. McLaughlin
- William H. Strauss : Tailor
- Betty Morrissey : Miss Smith
- Lucille De Nevers : Mrs. Crawford
- Lucille Ward : Mrs. Jackson
- Lila Leslie : Mrs. Wilkins
- Broderick O'Farrell : Mr. Wilkins
- Henry A. Barrows : Samuel Colby (non crédité)
- Minta Durfee : invité (non crédité)
- Adolph Faylauer : invité (non crédité)
- Janet Gaynor : invité (non crédité)
- Betsy Lee : invité (non crédité)
- George F. Marion : Old Man on Bench (non crédité)
- Grady Sutton : invité (non crédité)
- Ellinor Vanderveer : invité (non crédité)